# Wilson Stream
Koordinaten: 77° 17′ S, 166° 26′ O
Der Wilson Stream ist ein Schmelzwasserfluss im Nordwesten der antarktischen Ross-Insel, der in westlicher Richtung von den Westhängen des Mount Bird südlich des Alexander Hill über steile Klippen zur Wohlschlag Bay fließt.
Kartiert wurde er von Teilnehmern der New Zealand Geological Survey Antarctic Expedition (1958–1959). Das New Zealand Antarctic Place-Names Committee benannte ihn nach dem neuseeländischen Bergsteiger J. G. Wilson, einem Teilnehmer der Expedition.